# Perknaster
Genre
Perknaster est un genre d'étoiles de mer de la famille des Asterinidae, répandu en Antarctique.

## Liste des genres
Selon World Register of Marine Species (17 janvier 2015) :
- Perknaster antarcticus (Koehler, 1906) -- Antarctique
- Perknaster aurantiacus Koehler, 1912 -- Océan Austral
- Perknaster aurorae (Koehler, 1920) -- Antarctique
- Perknaster charcoti (Koehler, 1912) -- Antarctique
- Perknaster densus Sladen, 1889 -- Antarctique
- Perknaster fuscus Sladen, 1889 -- Océan Austral
- Perknaster sladeni (Perrier, 1891) -- Pacifique sud-est

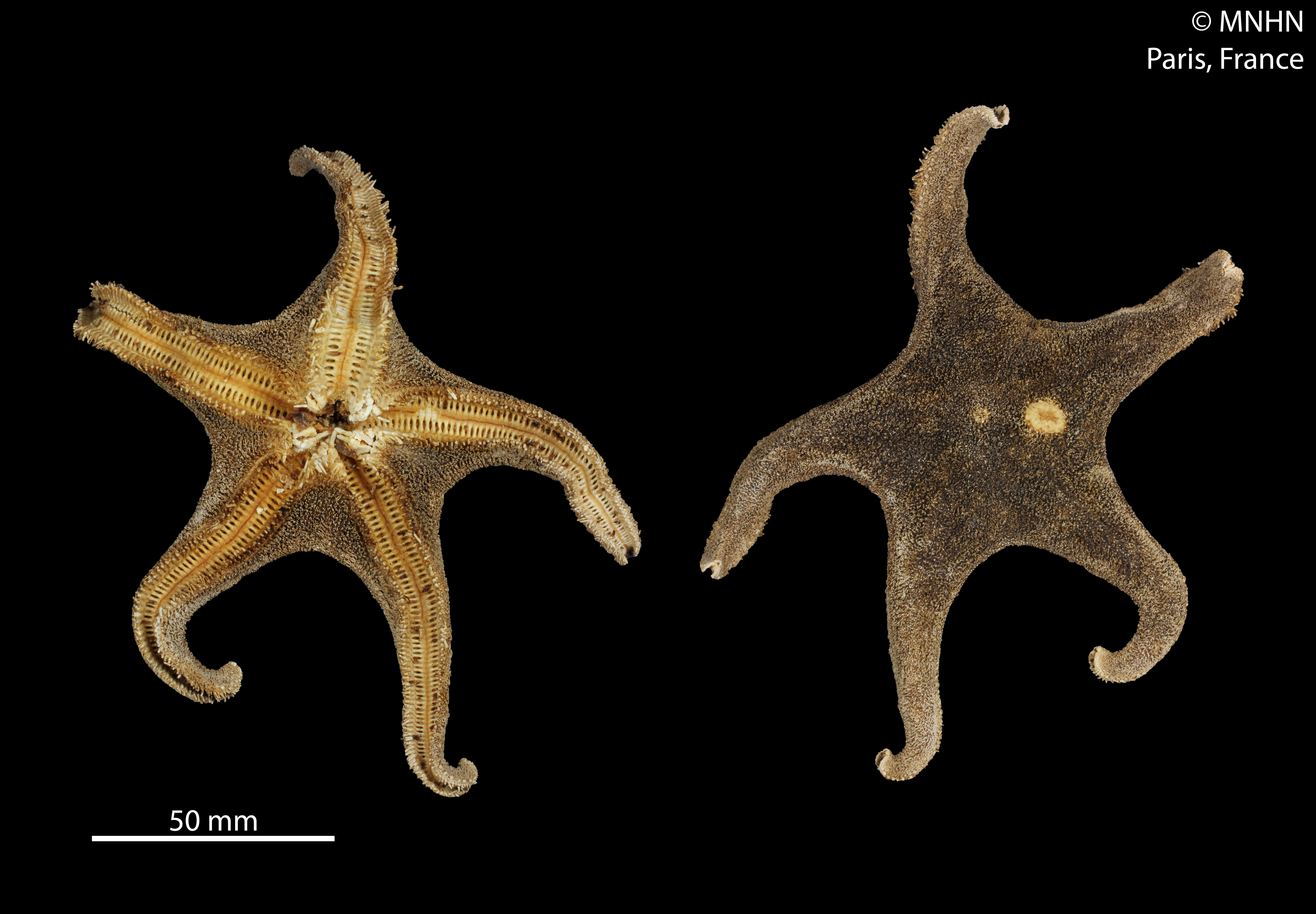
Perknaster antarcticus (MNHN).
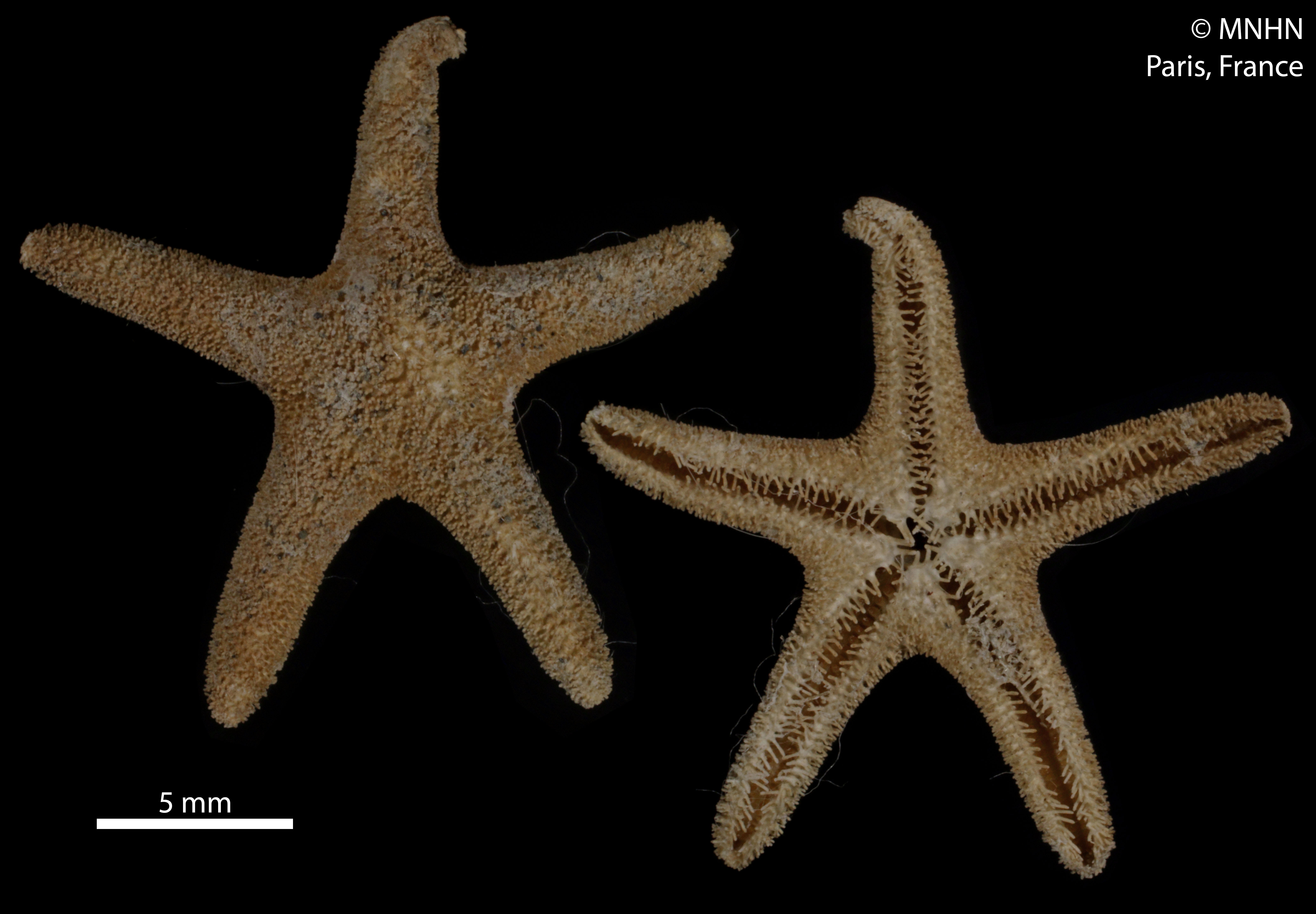
Perknaster aurantiacus (MNHN).
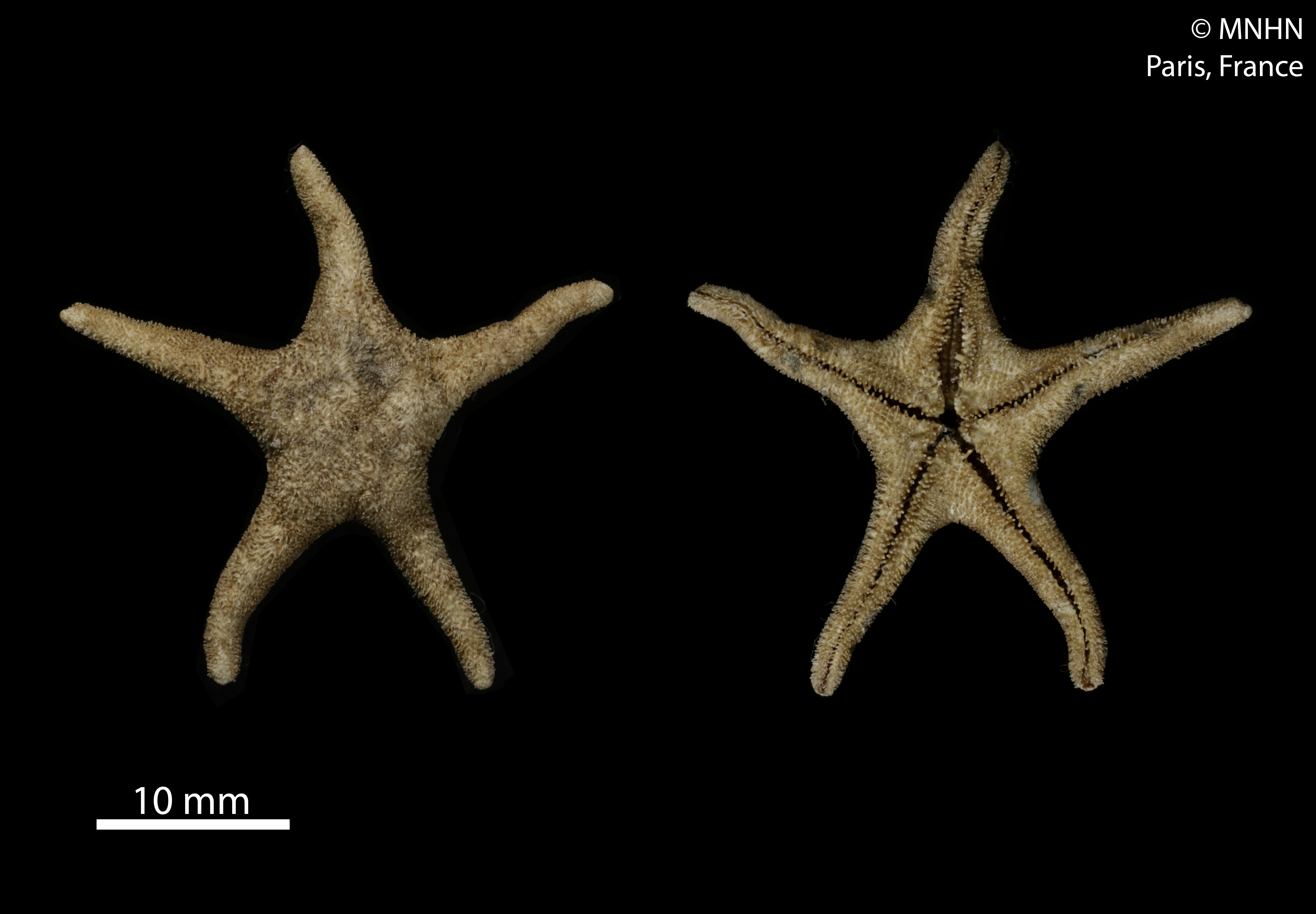
Perknaster aurorae (MNHN).
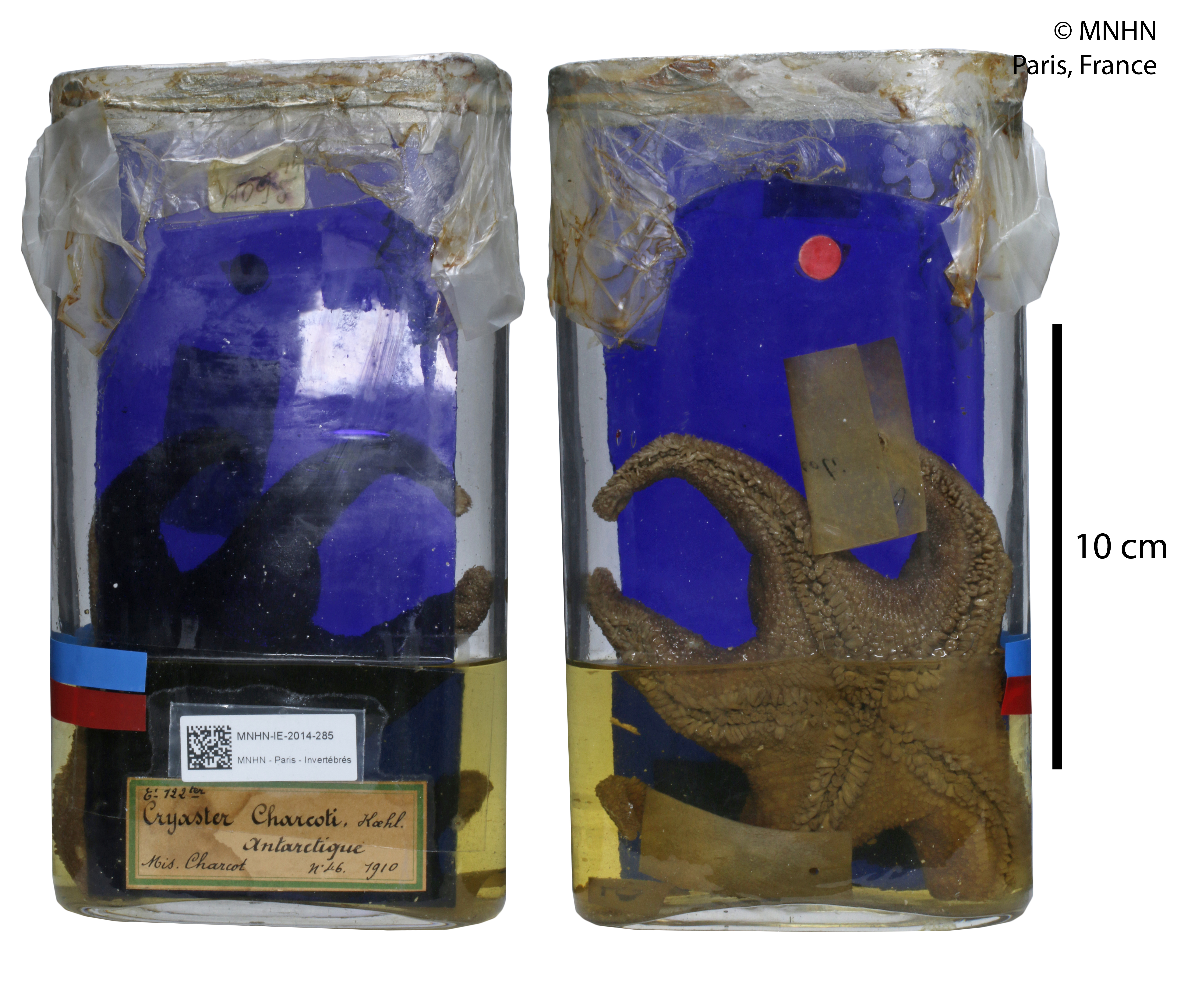
Perknaster charcoti (MNHN).
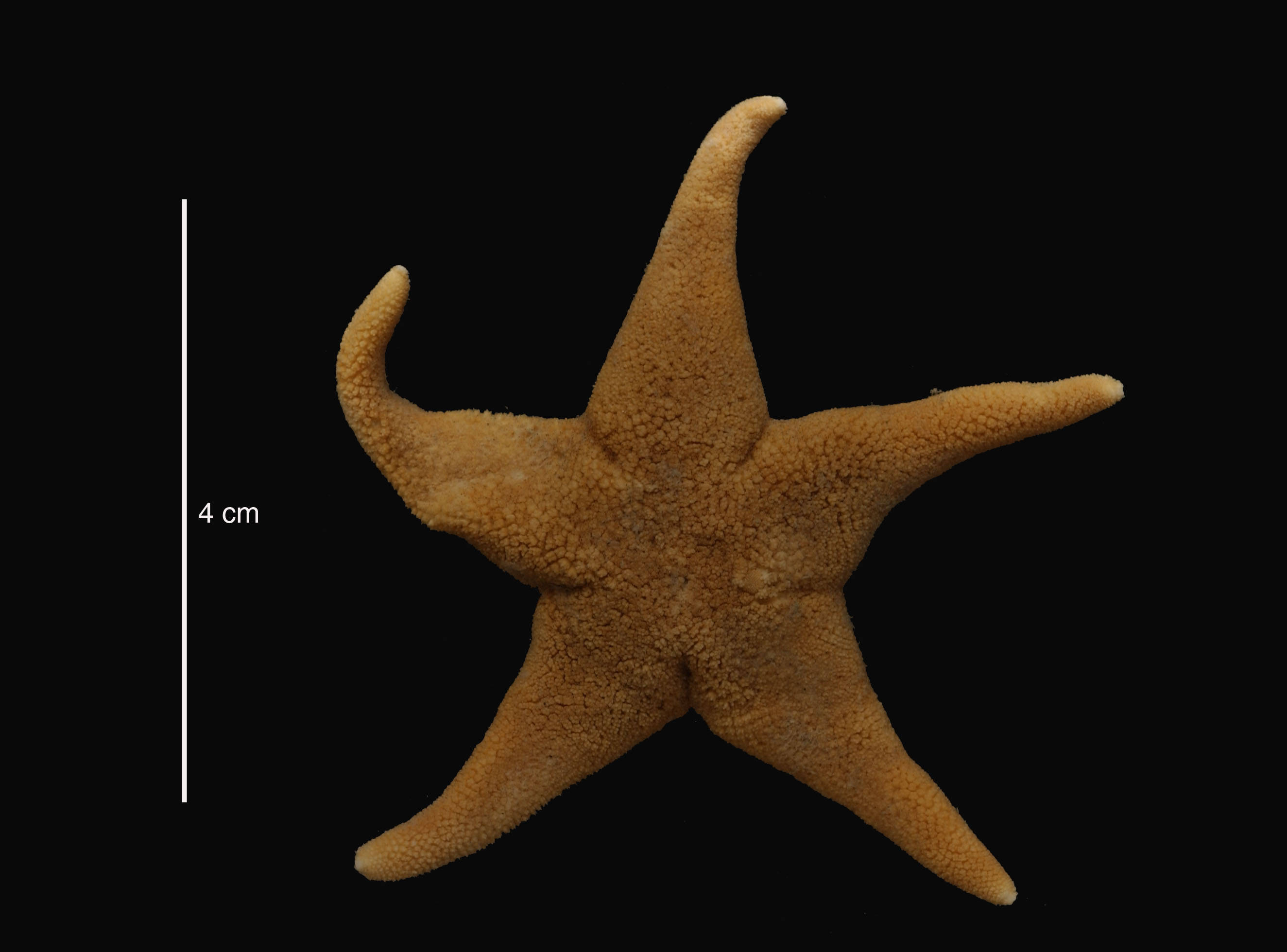
Perknaster densus (USNM).
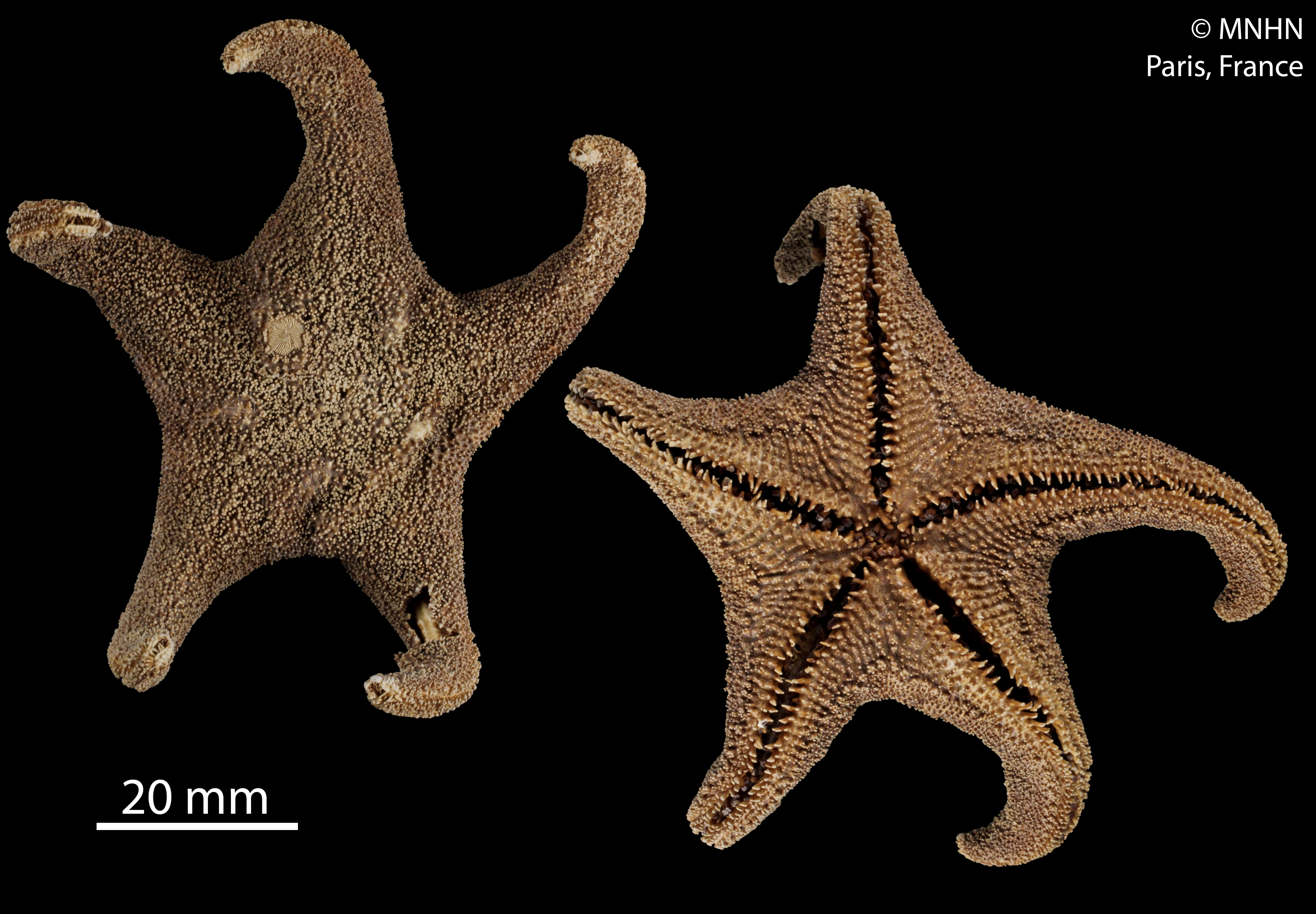
Perknaster fuscus (MNHN).
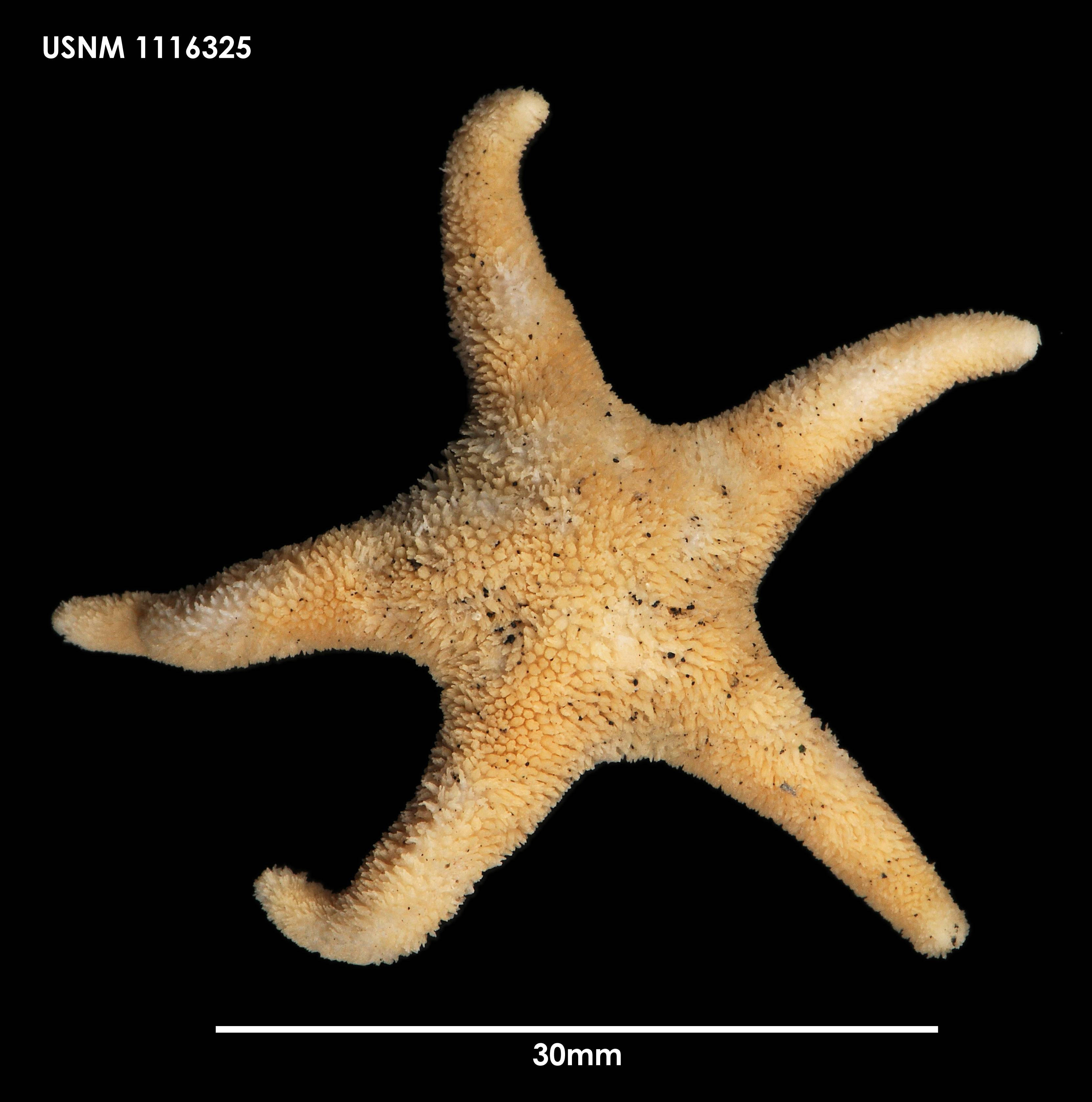
Perknaster sladeni (USNM).